# 9777 Ентерпрайз
9777 Ентерпрайз (9777 Enterprise) — астероїд головного поясу, відкритий 31 липня 1994 року.
Тіссеранів параметр щодо Юпітера — 3,489.